# بریس سامبا
بریس سامبا (انگلیسی: Brice Samba؛ زادهٔ ۲۵ آوریل ۱۹۹۴) بازیکن فوتبال متولد جمهوری کنگو است که در باشگاه فوتبال رن و تیم ملی فوتبال فرانسه در پست دروازه‌بان بازی می کند.
از باشگاه‌هایی که در آن بازی کرده‌است می‌توان به باشگاه فوتبال نانسی، باشگاه فوتبال لو آور، باشگاه فوتبال ناتینگهام فارست، باشگاه فوتبال المپیک مارسی، و باشگاه فوتبال کان اشاره کرد.